# Chrystelle Alour
Chrystelle Alour est une pianiste et auteure-compositrice-interprète de jazz française.

## Biographie
Chrystelle Alour est née le 13 février 1972 à Paris. Elle est la sœur aînée de la saxophoniste et flûtiste Sophie Alour et du trompettiste Julien Alour.
Chrystelle grandit à Quimper où elle étudie le piano classique au conservatoire. À 12 ans, elle découvre Bill Evans et Miles Davis et se passionne pour le jazz.
Sans jamais délaisser la musique, elle se tourne vers des études de droit à Brest pour devenir avocate. Elle commence une carrière dans la presse juridique à Paris jusqu’à 30 ans où elle quitte son poste pour se consacrer à la musique. 
Chrystelle enseigne dans un conservatoire en région parisienne. En parallèle, elle compose, chante et joue dans des cafés et des restaurants.
En mars 2019, Chrystelle Alour sort son premier album Traversée, un opus de sept compositions originales et de deux reprises inspirées du jazz et de la musique brésilienne.
Dans cet album, l’artiste joue du piano, chante en français et est accompagnée de musiciens reconnus. On retrouve ses frère et sœur, Sophie Alour à la flûte traversière Julien Alour à la trompette,, et également le guitariste Sandro Zerafa, David Perez au saxophone ténor, Simon Tailleu à la contrebasse et Manu Franchi à la batterie.
L’album est bien accueilli par la presse et est diffusé sur des radios nationales telles que France Musique, RFI, TSF Jazz ou encore Radio Fip.

## Discographie
- 2019 : Traversée  (Jazz Family, Vita Productions)
- 2022 : Un arbre sur la lune (Vita Productions)